# Arnulf Heimhofer
Arnulf Heimhofer (* 19. Dezember 1930 in Burgberg im Allgäu; † 16. November 2020 ebenda) war ein deutscher Kunstmaler.

## Biografie
Nach dem Besuch der Oberrealschule, Schreinerlehre und einem Volontariat als Kirchenmaler besuchte Heimhofer die Akademie der Bildenden Künste München. Dort studierte er bis 1960 bei Herrmann Kaspar. Ab 1965 lebte und arbeitete er als freischaffender Künstler in Burgberg im Allgäu. Im Juli 2011 eröffnete Heimhofer seine neue Galerie in der ehemaligen Turn- und Sporthalle in Burgberg, welche im Frühjahr 2020 geschlossen wurde.

## Stil
Heimhofers bevorzugte Arbeitsmittel waren Öl auf Leinwand, Aquarellfarben und Bleistift auf Papier. Typisch für ihn sind ein vielfaches Übermalen und Verbessern der Arbeiten. Bei seinen, teilweise sehr großformatigen Bildern, konzentrierte er sich auf Küsten, Landschaften mit Bergen, Figurengruppen, Stillleben, Häuser und Frauenköpfe.

## Werke
- Deckengemälde in St. Michael in Sonthofen
- Medaillons in St. Verena in Fischen im Allgäu
- Kupferplastik an der Königsegg-Grundschule in Immenstadt
- Malereien im Foyer in der Hofgarten-Stadthalle in Immenstadt und im Musikpavillon
- Ausmalung der Inselkapelle bei Memhölz
- Wandgemälde in der Kirche Zu den Acht Seligkeiten in Füssen.
- Wandgemälde in der Schutzengel-Kapelle in Bolsterlang/Ortsteil Riedle

## Galerie

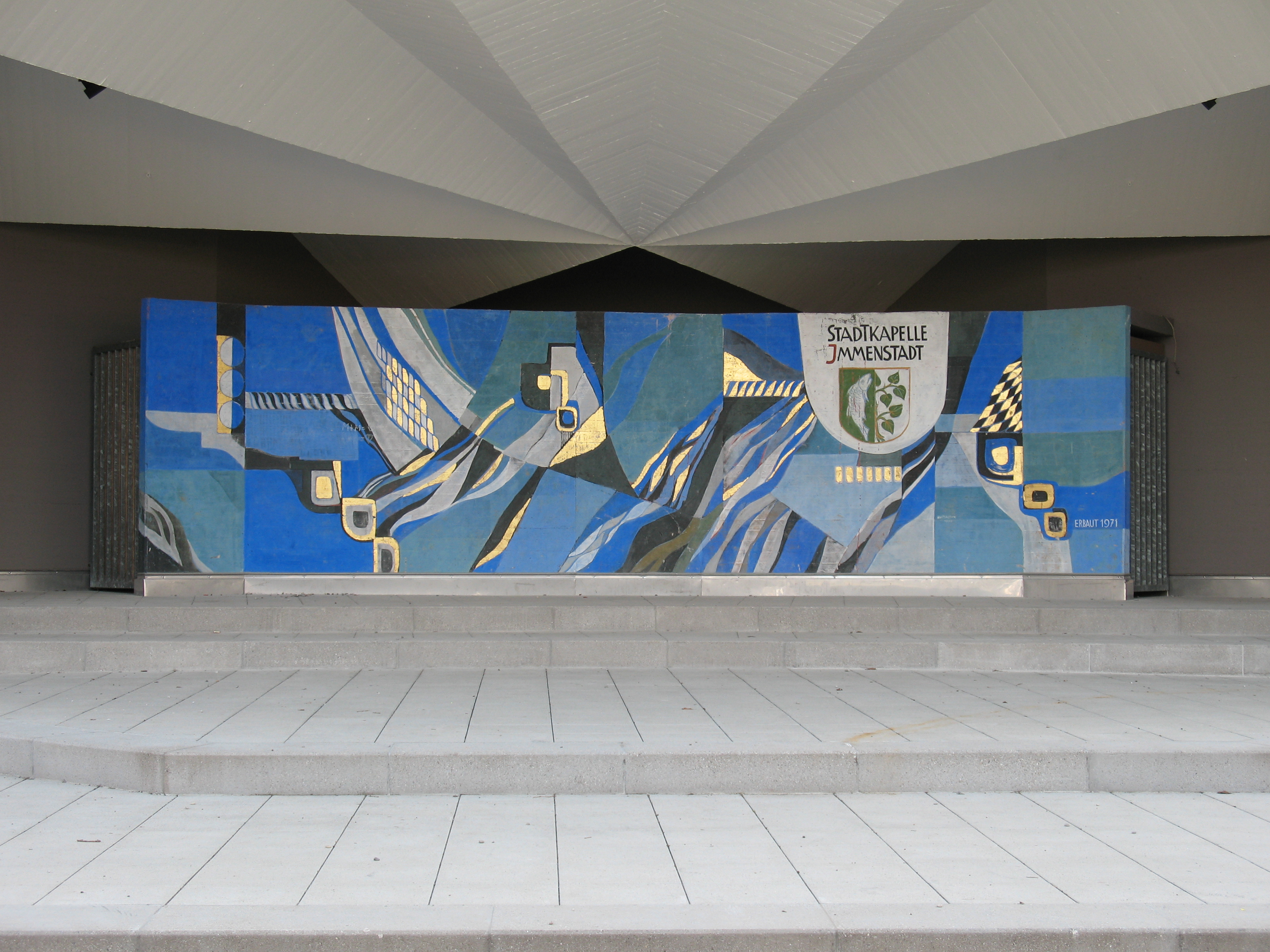
Musikpavillon in der Hofgarten-Anlage, Immenstadt
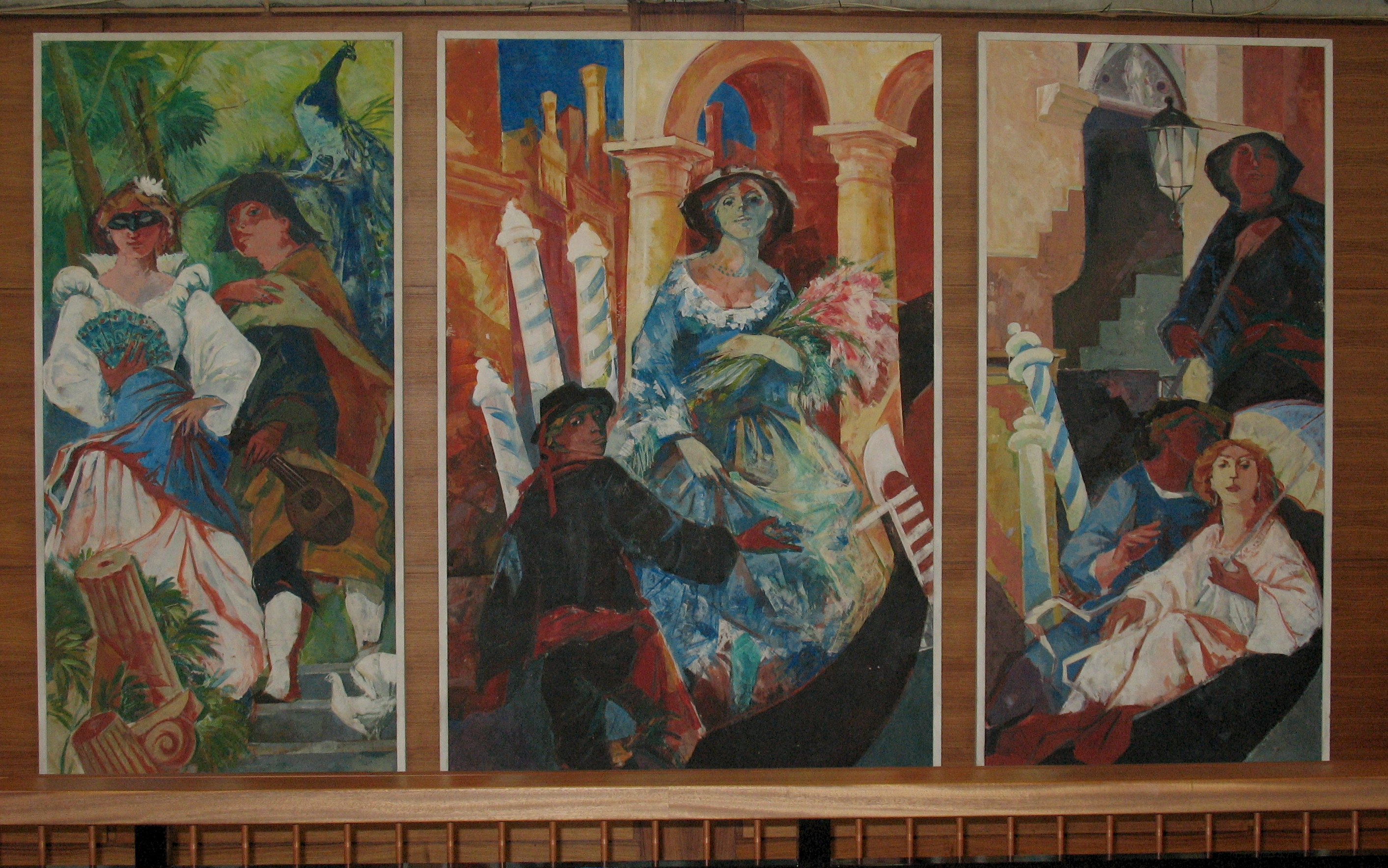
Triptychon im Foyer der Hofgarten-Stadthalle in Immenstadt

## Einzelausstellungen und Ausstellungsbeteiligungen (Auswahl)
- Beteiligung an der Kunstausstellung Die Südliche (2003/16)
- Einzelausstellung im Dr.-Geiger-Haus des Künstlerhauses Marktoberdorf (12/2009 – 01/2010)

## Auszeichnungen
- Kunstpreis der Stadt Kempten (Allgäu) (1961)
- Kunstpreis der Stadt Marktoberdorf
- Sieben-Schwaben-Medaille der Regierungsbezirks Schwaben
- Kulturpreis des Landkreises Oberallgäu (1991)
- Verdienstmedaille des Verdienstordens der BRD (1994)
- Heimhofer bekam 2001 die Ehrenbürgerschaft von Burgberg im Allgäu verliehen
- Kunstpreis der Stadt Sonthofen für sein Lebenswerk (2013)

## Weitere berufliche Tätigkeiten
Zwei Jahrzehnte war Heimhofer im Vorstand des Berufsverbandes Bildender Künstler Schwaben Süd tätig, davon neun Jahre lang dessen Vorsitzender. In Füssen und Irsee begründete er die Ausstellungen. Ferner hat Heimhofer einen Förderverein für Bildende Kunst ins Leben gerufen.